# Alain Côté (Eishockeyspieler, 1957)
Alain Côté (* 3. Mai 1957 in Matane, Québec) ist ein ehemaliger kanadischer Eishockeyspieler, der während seiner aktiven Karriere zwischen 1974 und 1989 unter anderem 763 Spiele in der National Hockey League sowie 121 weitere in der World Hockey Association für die Nordiques de Québec auf der Position des linken Flügelstürmers bestritten hat. Sein Sohn Jean-Philippe Côté ist ebenfalls professioneller Eishockeyspieler.

## Karriere
Côté spielte während seiner Juniorenzeit zwischen 1974 und 1977 für die Saguenéens de Chicoutimi in der Québec Major Junior Hockey League. Im Verlauf der drei Jahre bestritt der Stürmer insgesamt 208 Partien für das Team und erzielte dabei 230 Scorerpunkte. Im Sommer 1977 wurde er dann sowohl im NHL Amateur Draft 1977 in der dritten Runde an 43. Stelle von den Canadiens de Montréal aus der National Hockey League als auch im WHA Amateur Draft 1977 in der fünften Runde an 47. Position von den Nordiques de Québec ausgewählt.
Der Angriffsspieler entschied sich daraufhin einen Vertrag bei den Nordiques in der WHA zu unterschreiben. In seinem Rookiejahr teilten sich seine Einsätze zwischen dem WHA-Kader und dem Farmteam, den Hampton Gulls aus der American Hockey League auf. Zur Saison 1978/79 war Côté schließlich Stammspieler. Nachdem sich die World Hockey Association im Anschluss an die Spielzeit aufgelöst hatte und Québec in die National Hockey League aufgenommen worden waren, beharrten die Canadiens de Montréal auf ihre NHL-Transferrechte an dem Spieler, die sie über den Draft erhalten hatten. Côté ging daher am 9. Juni 1979 in den Besitz der Canadiens über, da er nicht zu den drei Spielern gehörte, die die Nordiques ausgewählt hatten, um dieser Regelung zu entgehen. Allerdings erwarben die Nordiques den Spieler im NHL Expansion Draft 1979 umgehend wieder zurück. So spielte der Angreifer fortan bis zu seinem Karriereende im Sommer 1989 für die Nordiques de Québec in der NHL. Seine erfolgreichste Spielzeit absolvierte er in der Saison 1983/84, als er 43 Scorerpunkte verbuchte.

## Karrierestatistik
(Legende zur Spielerstatistik: Sp oder GP = absolvierte Spiele; T oder G = erzielte Tore; V oder A = erzielte Assists; Pkt oder Pts = erzielte Scorerpunkte; SM oder PIM = erhaltene Strafminuten; +/− = Plus/Minus-Bilanz; PP = erzielte Überzahltore; SH = erzielte Unterzahltore; GW = erzielte Siegtore; 1 Play-downs/Relegation; Kursiv: Statistik nicht vollständig)